# Aja Irena
Crkva Svetog Mira ili Aja Irena (grčki: Ἁγία Εἰρήνη, Hahia Eirene; turski: Aya İrini) je bivša bizantska crkva koju su Osmanlije pretvorili u arsenal, a danas je muzej smješten u prvom dvorištu palače Topkapi Saraj u Istanbulu.
Crkvu je dao podići car Justinijan I. Veliki 537. godine na mjestu starije crkve istog imena koju je podigao Konstantin I. Veliki u 4. stoljeću na mjestu još starijeg paganskog hrama. Današnji izgled je dobila obnovom nakon potresa u 8. stoljeću kada ju je Konstantin V. dao ukrasiti mozaicima i freskama. Crkva je povećana u 11. i 12. stoljeću, te danas ima veličinu od 100 x 32 metra.
Njezin tlocrt je klasični bizantska crkva upisanog grčkog križa s polukupolom iznad narteksa i plitkom kupolom (promjera 15 m i visine 35 m s dvadeset prozora na njezinom niskom tamburu) na sjecištu krakova križa. Ima dva broda podijeljena stupovima, galeriju i ona je jedina bizantska crkva sa sačuvanim atrijem. Njezini ukrasi su rijedak primjer ukrasa iz vremena bizantskog ikonoklazma.

## Vanjske poveznice
- Bizant 1200. | Hagia Eirene

### Ostali projekti
|  | Zajednički poslužitelj ima još gradiva o temi Aja Irena |